# Festival Nacional del Malambo
El Festival Nacional del Malambo es uno de los festivales folklóricos más importantes de la Argentina. Se realiza anualmente en la segunda semana del mes de enero durante siete noches consecutivas en la localidad cordobesa de Laborde.

## Historia
En 1947, un grupo de muchachos integrantes del Centro Católico San Martín fundado por el Presbítero Juan Guirula, se aparta del mismo formando la Asociación Amigos del Arte, que fomentó el teatro, coros, bibliotecas, escuela de danzas clásicas, folclóricas, etc. La Asociación estaba encabezada por José "Pepe" Viani, un agricultor entusiasta de las artes.
La Asociación obtiene su personería jurídica en 1957, año en que llegan a Laborde los señores Julio Barros y Anival Calderón, quienes comienzan a actuar, zapateando malambo.
El malambo era una expresión cultural casi desconocida por estas zonas, por lo que despertaba el interés en el público, por su fuerza y veracidad.
Allá por la década del 60, en Argentina hubo grandes movimientos de festivales folclóricos, especialmente en las zonas aledañas a Laborde. Surge así la decisión en la Asociación Amigos del Arte, a partir de una idea de Viani, de organizar un festival, cuyo principal protagonista sería el Malambo.
Para hacer realidad este "Primer Festival Nacional del Malambo", muchos trabajan robándole horas a su descanso, pero finalmente se logra el propósito, realizándose el primer evento los días 12 y 13 de noviembre de 1966.

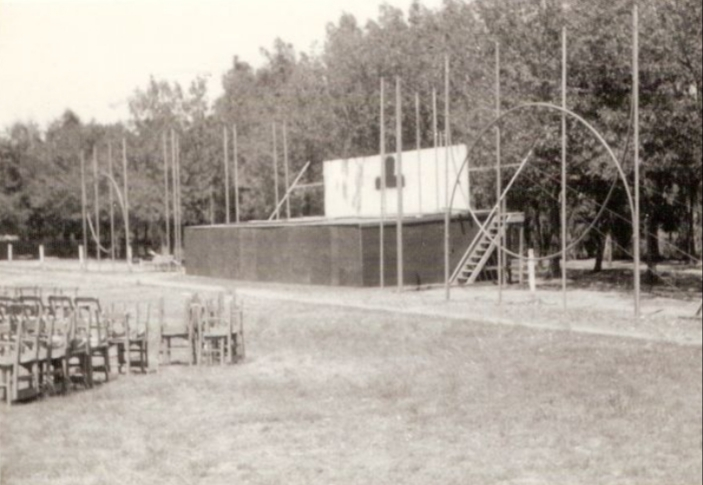
Primer escenario del Festival Nacional del Malambo 1966

En noviembre de 1966, concurrieron delegaciones oficiales de las provincias de Santiago del Estero, Tucumán, Buenos Aires, San Luis y Córdoba. Además delegaciones folclóricas de Villa María, Río Cuarto, Bell Ville y Jesús María. Las instalaciones del Atlético Olimpo Asociación  Mutual, fueron elegidas para su realización, bajo la conducción del señor Julio Márbiz y con la presencia de importantes medios de comunicación a nivel nacional y provincial.
En los primeros años, se les dio directa participación a las cooperadoras de los colegios de Laborde, lo que hacía sumamente valorable el aporte de la gente para con el Festival.
A medida que iban transcurriendo los años, el Festival ganaba en popularidad, fue conocido en todas las provincias argentinas y también dentro de América Latina. 
Cada delegación trataba de dar lo mejor de sí, dentro y fuera del escenario, para dejar la mejor imagen en Laborde, como lo requería el carácter del Festival. Sumando a todo esto y cuando la situación económica lo permitía, llegaban al Festival Nacional del Malambo, importantísimas figuras del quehacer folclórico nacional. Así es que pasaron por el escenario del Festival Nacional del Malambo: Los Chalchaleros, Los Fronterizos, Hernán Figueroa Reyes, Mercedes Sosa, el Ballet Folklórico Nacional dirigido por Santiago Ayala "El Chúcaro" y Norma Viola, Jairo, etc. 
El Festival creció a pasos agigantados, a tal punto de que, ya por 1973 albergaba a más de 2000 personas por noche, entre delegaciones y público.
Debido a esta situación, en 1974 la Comisión organizadora adquirió el predio de la antigua Asociación Española y la realización del evento se trasladó al mismo.
El terreno ocupa 10000 metros cuadrados (1 ha) y en él se edificó un amplio escenario y numerosas comodidades: como baños, cantina, mayor espacio para las plateas, etc.
Con el correr de los años, dicho predio se fue remodelando y actualmente posee la infraestructura necesaria para recibir a 8000 espectadores.
El décimo Campeón Nacional de Malambo, Profesor Arnaldo Pérez, de la Provincia de Río Negro, durante su radicación en Chile, realizó todas las gestiones para que la delegación triunfadora en Laborde, fuera a representar a Argentina y al Festival Nacional del Malambo en el Festival Nacional del Folklore de San Bernardo, en el país transandino.
Luego de esta apertura hacia Chile, comienzan a abrirse las puertas hacia otros países latinoamericanos.
Actualmente, desde y hacia Laborde, el intercambio cultural es mutuo con los países de Chile, Uruguay, Paraguay y Brasil y en el año 1999 también se realizó dicho intercambio con Italia, hacia donde viajó una delegación del Festival de Laborde, para participar en el Festival Delle Tri Torri en Castel Forte y desde allí también vino a Laborde una delegación, para representar a ese país europeo.
En 1992, Laborde recibió a más de 1500 personas de diferentes puntos del país y del extranjero. Eran los 25 años del Festival Nacional del Malambo, en esta oportunidad, se recibió la visita del Doctor Santos Sarmiento, uno de los principales pioneros del Festival de Cosquín y tomando un tramo de su discurso en la noche inaugural, entre otras cosas dijo: "Laborde siempre estará vigente, porque por sobre todas las cosas, no existen intereses económicos ni comerciales, lo que muestra un profundo respeto por nuestras tradiciones, por nuestras costumbres, en definitiva, por nuestra argentinidad. Laborde es el único Festival que es auténtico, que es realmente argentino por excelencia".

## Objetivos

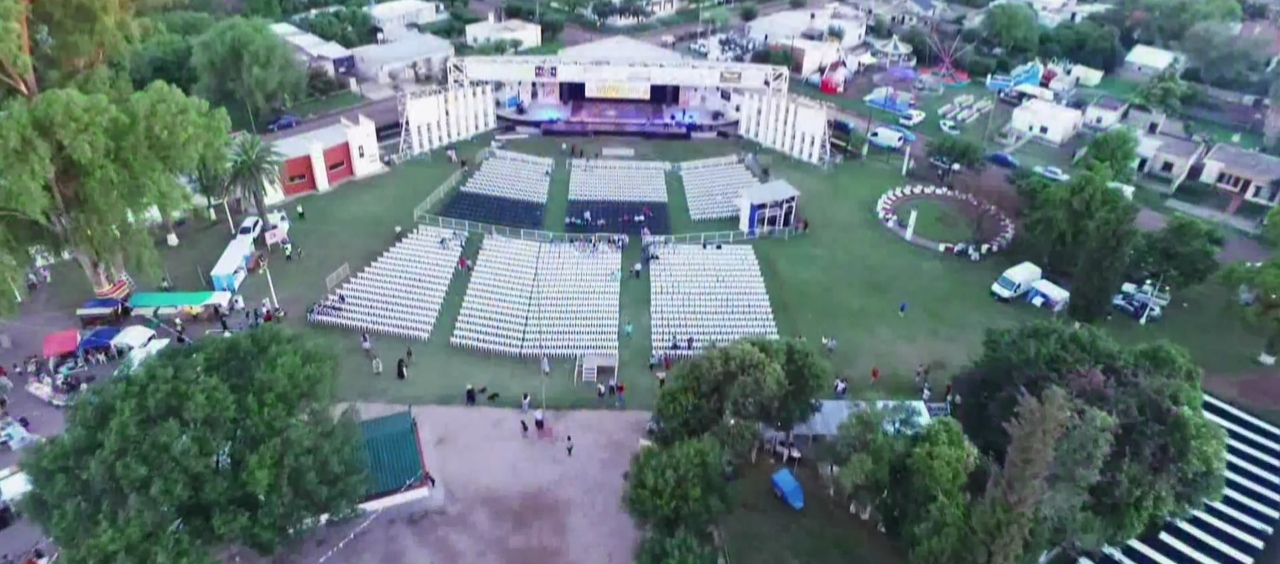
Imagen aérea del Festival Nacional del Malambo en 2017

- Revalorización y difusión de las manifestaciones de la cultura nacional: sus danzas, su cancionero, sus costumbres.
- El rescate de la danza varonil por excelencia: el Malambo y su promoción en distintos estilos tradicionales.
- Un intercambio de auténticas expresiones entre los cultores de distintas provincias y países.
- Un acrecentamiento de vínculos de hermandad, al nuclear anualmente a las delegaciones argentinas y extranjeras participantes.

## Competencia

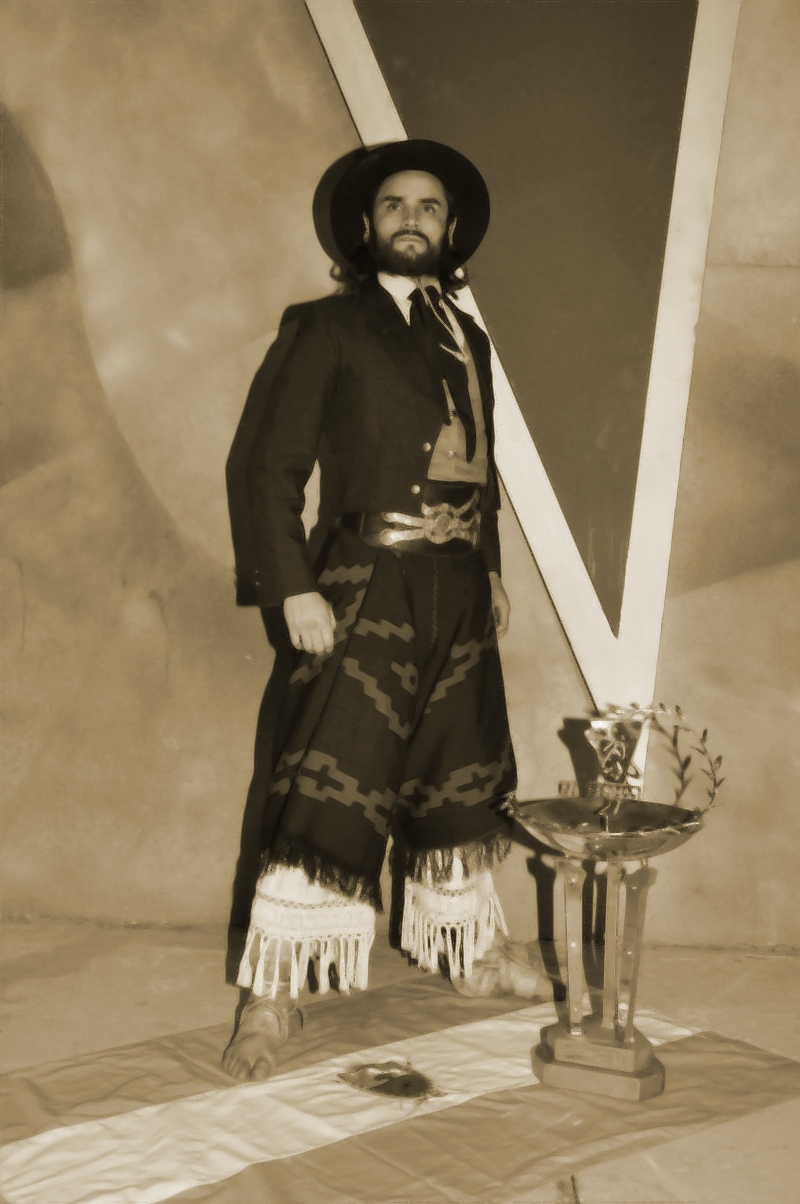
Campeón Nacional del Malambo 2011, Gonzalo Molina.

### Los rubros en competencia son
- Campeón argentino de malambo
- Malambo juvenil especial
- Malambo juvenil
- Malambo menor
- Malambo infantil
- Malambo veterano
- Mejor mudanza en contrapunto
- Cuarteto combinado de malambo
- Cuarteto combinado de malambo menor
- Cuadro histórico nacional
- Cuadro costumbrista regional
- Conjunto de danzas
- Pareja de danzas
- Solista de canto femenino
- Solista de canto masculino
- Dúo de canto
- Conjunto de canto
- Solista instrumental
- Conjunto instrumental
- Recitador gauchesco
- Locutor animador
- Paisana nacional del malambo
- Mejor delegación

Se establece la cantidad de tres finalistas para todos los rubros, excepto el de Malambo Mayor en cual el jurado podrá seleccionar una cantidad mayor de tres . Esta etapa final se lleva a cabo el último día del festival.

## Campeones
| #    | Año  | Campeón                                                    | Provincia                                                  |
| ---- | ---- | ---------------------------------------------------------- | ---------------------------------------------------------- |
| 1.ª  | 1966 | Miguel Ángel Tapia                                         |                                                            |
| 2.ª  | 1967 | Andrés Sosa                                                |                                                            |
| 3.ª  | 1968 | Félix Ávila                                                |                                                            |
| 4.ª  | 1969 | Carlos Attemberg                                           | Bueno                                                      |
| 5.ª  | 1970 | Roberto Sabalza                                            |                                                            |
| 6.ª  | 1971 | Rogelio Albornoz                                           |                                                            |
| 7.ª  | 1972 | Roberto Rodríguez                                          |                                                            |
| -    | 1973 | No se realizó esta edición                                 | No se realizó esta edición                                 |
| 8.ª  | 1974 | Alfredo Céspedes                                           |                                                            |
| 9.ª  | 1975 | Argentino Alomo                                            |                                                            |
| 10.ª | 1976 | Arnaldo Pérez                                              |                                                            |
| 11.ª | 1977 | Juan Alberto Ortega                                        |                                                            |
| 12.ª | 1978 | Rodolfo Chamut                                             |                                                            |
| 13.ª | 1979 | Alberto Etchegaray                                         |                                                            |
| 14.ª | 1980 | Marcelo Paz                                                |                                                            |
| 15.ª | 1981 | Miguel A. Palomino                                         |                                                            |
| 16.ª | 1982 | Salvador Gay                                               |                                                            |
| 17.ª | 1983 | Juan C. Ceballos                                           |                                                            |
| 18.ª | 1984 | Tomás Gallardo                                             |                                                            |
| 19.ª | 1985 | Benigno Sánchez                                            |                                                            |
| 20.ª | 1986 | Ramón Aguilar                                              |                                                            |
| 21.ª | 1987 | Victor R. Cortéz                                           |                                                            |
| -    | 1988 | No se realizó esta edición                                 | No se realizó esta edición                                 |
| 22.ª | 1989 | Marcelo Zelarayán                                          |                                                            |
| 23.ª | 1990 | Jorge Martínez                                             |                                                            |
| 24.ª | 1991 | Pablo Sabalza                                              |                                                            |
| 25.ª | 1992 | Isaid González                                             |                                                            |
| 26.ª | 1993 | Julio Garrido                                              |                                                            |
| 27.ª | 1994 | Fernando Rossi                                             |                                                            |
| 28.ª | 1995 | Marcelo Sánchez                                            |                                                            |
| 29.ª | 1996 | José Vacca                                                 |                                                            |
| 30.ª | 1997 | Sergio Pérez                                               |                                                            |
| 31.ª | 1998 | Miguel A. Díaz                                             |                                                            |
| 32.ª | 1999 | Pablo Lemos                                                |                                                            |
| 33.ª | 2000 | Ariel Ávalos                                               |                                                            |
| 34.ª | 2001 | José E. Demelchiorre                                       |                                                            |
| 35.ª | 2002 | Adrián Verges                                              | Bueno                                                      |
| 36.ª | 2003 | Marcos Pratto                                              |                                                            |
| 37.ª | 2004 | Hugo Moreyra                                               |                                                            |
| 38.ª | 2005 | Sergio Gonzáles                                            |                                                            |
| 39.ª | 2006 | Diego Argarañaz                                            |                                                            |
| 40.ª | 2007 | Jorge Aguilar                                              |                                                            |
| 41.ª | 2008 | Marcos Amaya Pettorossi                                    |                                                            |
| 42.ª | 2009 | Fernando Castro                                            |                                                            |
| 43.ª | 2010 | Mario Hernán Villagra                                      |                                                            |
| 44.ª | 2011 | Gonzalo Molina                                             |                                                            |
| 45.ª | 2012 | Rodolfo Gonzalez Alcantara                                 |                                                            |
| 46.ª | 2013 | Sebastián Sayago                                           |                                                            |
| 47.ª | 2014 | Ariel Pérez                                                | Bueno                                                      |
| 48.ª | 2015 | Carlos Campos Carrizo                                      |                                                            |
| 49.ª | 2016 | Fernando Desanti                                           |                                                            |
| 50.ª | 2017 | Emanuel Hernández                                          |                                                            |
| 51.ª | 2018 | Matias Gimenez                                             |                                                            |
| 52.ª | 2019 | Ernesto Díaz                                               |                                                            |
| 53.ª | 2020 | Fabian Serna                                               | Bueno                                                      |
| -    | 2021 | No se realizó esta edición por la Pandemia del Coronavirus | No se realizó esta edición por la Pandemia del Coronavirus |
| 54.ª | 2022 | Sergio Zalazar                                             |                                                            |
| 55.ª | 2023 | Mauro Dellac                                               | Bueno                                                      |
| 56.ª | 2024 | Marcos Vázquez                                             |                                                            |
| 57.ª | 2025 | Máximo Ramírez                                             |                                                            |

|  | Provincia           | Campeones |
|  | ------------------- | --------- |
|  | Santiago del Estero | 15        |
|  | Tucumán             | 7         |
|  | Córdoba             | 6         |
|  | Buenos aires        | 5         |
|  | La Pampa            | 4         |
|  | Catamarca           | 3         |
|  | Neuquén             | 3         |
|  | Santa Fe            | 2         |
|  | Corrientes          | 2         |
|  | Río Negro           | 2         |
|  | San Juan            | 2         |
|  | La Rioja            | 1         |
|  | Salta               | 1         |
|  | Chaco               | 1         |
|  | Chubut              | 1         |
|  | Santa Cruz          | 1         |
|  | Misiones            | 1         |
|  | Mendoza             | 1         |
|  | Jujuy               | 0         |
|  | San Luis            | 0         |
|  | Formosa             | 0         |
|  | Entre Ríos          | 0         |
|  | Tierra del Fuego    | 0         |